# 廖元赫
廖元赫（りょう げんかく、廖元赫、2000年12月20日 - ）は、中国の囲碁棋士。四川省成都市出身、中国囲棋協会に所属、九段。建橋杯中国囲棋新人王戦優勝、国手山脈杯世界囲碁最強戦準優勝など。元の名は源培（源培）。

## 経歴
成都市に生まれ、8歳の時から武漢の阮雲生の囲碁道場で2年間学ぶ。2010年からは北京の囲碁道場に通う。2011年に世界青少年囲碁選手権大会少年の部優勝。2013年に元赫に改名、初段。2014年二段。2015年、陜川郡英才囲碁大会で李昌鎬に勝利して新人王戦優勝、阿含・桐山杯中国囲棋快棋公開戦ベスト16、利民杯世界囲碁星鋭最強戦ベスト8、三段。
2016年百霊愛透杯世界囲碁オープン戦に出場しベスト32、五段。2017年Mlily夢百合杯世界囲碁オープン戦ベスト8、西南王戦ベスト8、六段。2018年国手山脈杯世界囲碁最強戦ベスト4、棋王戦準優勝、七段。2019年三星火災杯ベスト4、国手山脈杯準優勝、八段。2020年グロービス杯3位。2023年九段。2024年Mlily夢百合杯ベスト4。
中国囲棋リーグには2015年に乙級の成都チームで出場、2016年から昇級により甲級リーグ出場。2023-24年の韓国囲碁リーグに蔚山チームで出場、6戦全勝の成績でチーム優勝に貢献し新人賞を受賞。
中国棋士ランキングでは2014年26位、2018年21位。2019年19位。

## 主な棋歴
国際棋戦
- 国手山脈杯世界囲碁最強戦 2019年準優勝、2018年ベスト4
- 三星火災杯世界囲碁マスターズ 2019年ベスト4
- Mlily夢百合杯世界囲碁オープン戦 2024年ベスト4、2017年ベスト8
- グロービス杯世界囲碁U-20 2020年3位
- 陜川郡招待河燦錫国手杯英才囲碁大会
  - 2015年英才頂上対決 ◯李昌鎬、×申眞諝
  - 2016年英才頂上対決 ×朴鐘勲 ◯大西竜平、◯朴廷桓
- 同里杯中韓新鋭対抗戦 2015年 2-1（◯崔精、×申眞諝、◯金真輝）
- おかげ杯国際新鋭対抗戦 2019年準優勝

国内棋戦など
- 建橋杯中国囲棋新人王戦 2018年優勝
- 威孚房開杯棋王戦 2018年準優勝
- 博思軟件杯中国囲棋新秀争覇戦 2018年準優勝
- 全国囲棋個人戦 2017年7位
- 中国人寿花水湾杯双人戦 2015年優勝（何四祥とペア）
- 全国智力運動会 2019年男子団体戦準優勝、2023年大学生個人戦優勝
- 中国囲棋甲級リーグ戦
  - 2015年乙級（成都棋城、昇格）
  - 2016年（成都興業銀行）11-11
  - 2017年（成都園丁控股）15-11
  - 2018年（成都園丁控股）16-10
  - 2019年（成都懿錦控股）9-6
  - 2020年（成都懿錦控股）7-8
  - 2021年（成都農商銀行）12-3
  - 2022年（成都農商銀行）9-6
  - 2023年（成都農商銀行）7-8
  - 2024年（成都懿錦控股）
- 韓国囲碁リーグ
  - 2023-24年（蔚山高麗亜鉛）6-0